# João de Deus de Castro Lobo
João de Deus de Castro Lobo (Vila Rica, 8 de março de 1794 - Mariana, 26 de janeiro de 1832) foi um sacerdote, organista e compositor brasileiro e afrodescendente, ativo em Vila Rica e Mariana (MG) no início do século XIX (especialmente na Catedral de Mariana) e hoje reconhecido como o principal autor mineiro de música sacra na primeira metade do século XIX. Seu estilo é próximo ao do compositor carioca e mestre de capela da Catedral e depois Capela Real/Imperial do Rio de Janeiro, José Maurício Nunes Garcia.

## Carreira

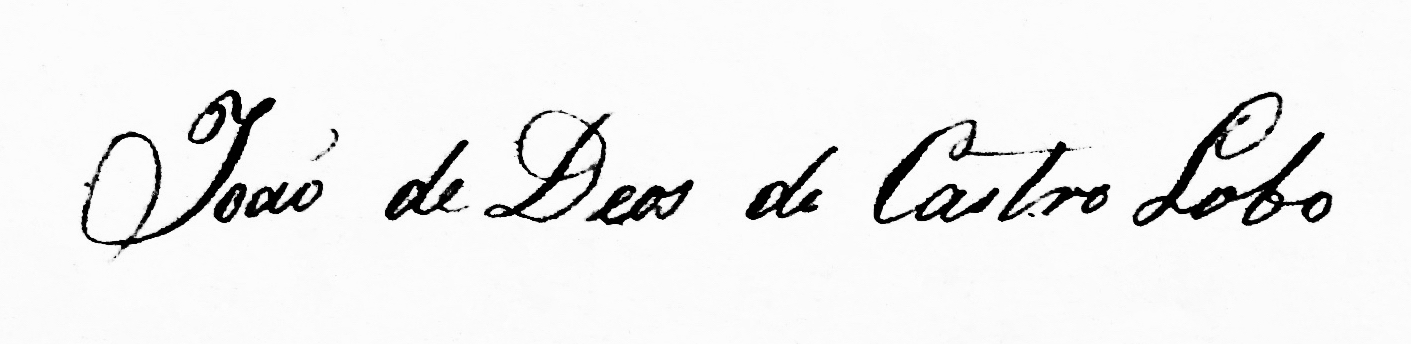
Assinatura de João de Deus de Castro Lobo em 1820, aos 26 anos de idade.

Filho dos afrodescendentes Gabriel de Castro Lobo (1763-1853) e Quitéria da Costa e Silva, nasceu muito provavelmente em 8 de março de 1794 (dia de São João de Deus) e foi batizado em 16 de março. Seu tio José de Castro Lobo (?-1782) e seu pai eram músicos. Seus irmãos Gabriel de Castro Lobo Filho (1798-1858) e Carlos de Castro Lobo (1803-1849) também seguiram carreira musical, e o segundo transferiu-se para o Rio de Janeiro, onde teve atuação de destaque, atuando como organista da Capela Imperial do Rio de Janeiro entre 1830 e 1848, tendo sido o responsável pela primeira apresentação pública do harmônio no Brasil, então denominado “harmônica”. A família residia na Freguesia de Antônio Dias de Vila Rica, na Rua dos Paulistas (que ainda mantém esse nome) e o treinamento musical de João de Deus e seus irmãos deve ter sido realizado pelo pai Gabriel de Castro Lobo, como era costume na época, não sendo conhecidos detalhes sobre os métodos de ensino utilizados.
Entre 1811 e 1818 foi regente dos músicos da Casa da Ópera de Vila Rica. Em 1812 assinou, com Gabriel de Castro Lobo, Gabriel de Castro Lobo Filho e outros colegas de profissão (aos 17 anos de idade) o pedido para a criação da Confraria de Santa Cecília de Vila Rica. Em 1814 atuou como músico da tropa de linha de Vila Rica e, em 1815, recebeu assento na recém-criada Confraria de Santa Cecília de Vila Rica. Entre 1818 e 1823 recebeu pagamentos da Ordem Terceira de Nossa Senhora do Carmo de Vila Rica, juntamente com João Nunes Maurício Lisboa, “pelos ajustes dos partidos da música” e pelo “órgão”, frequentando, em 1819, classes de Gramática Latina em Vila Rica, na classe do Padre Silvério. Em 31 de janeiro de 1820 deu início ao seu processo De genere et moribus, destinado ao ingresso na Igreja Católica, frequentando, no mesmo ano, classes de gramática latina em Congonhas do Sabará (atual Nova Lima) e sendo ordenado subdiácono em dezembro.

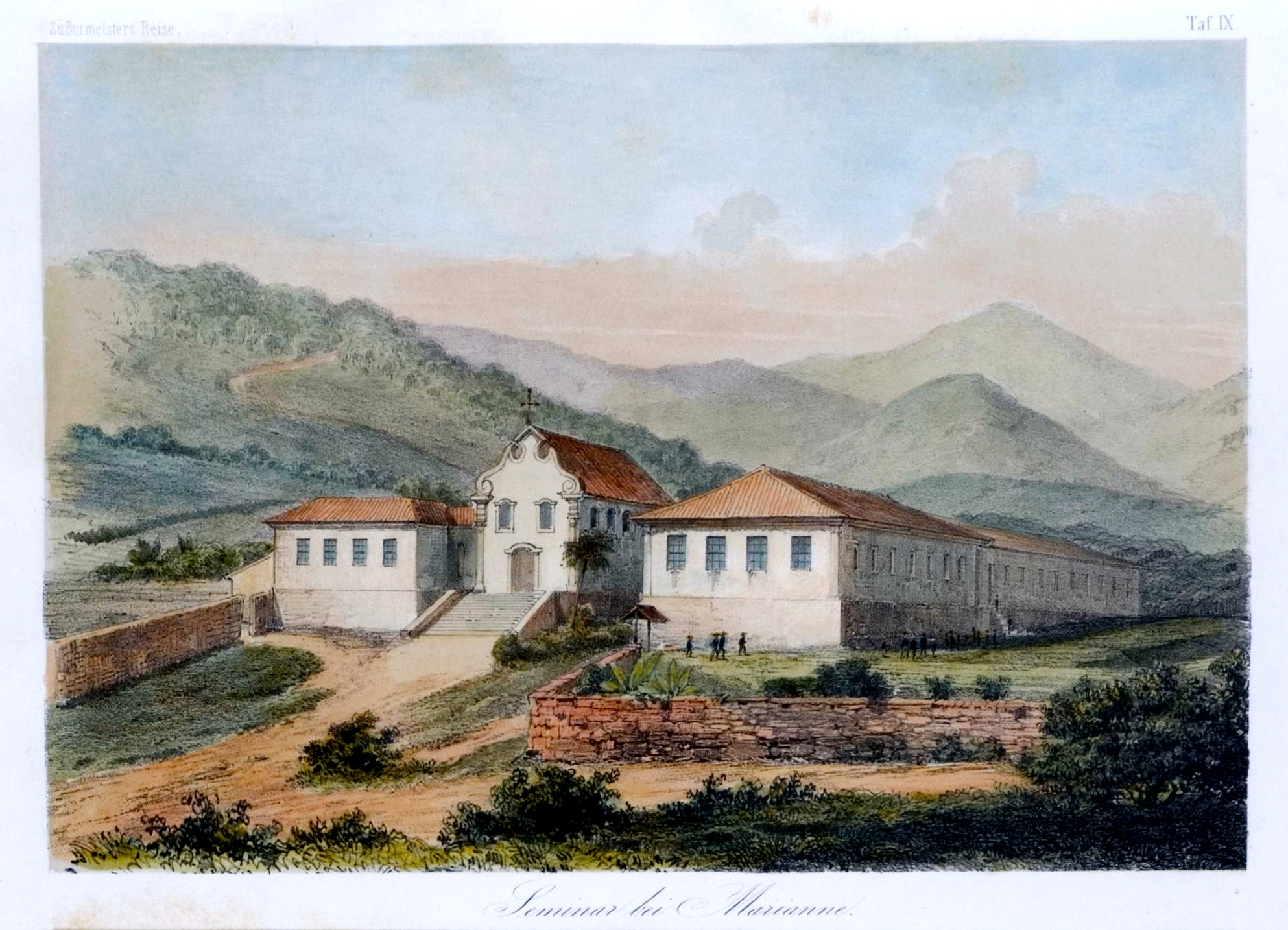
Seminario da Boa Morte de Mariana, onde Castro Lobo estudou em 1821-1822, por Hermann Burmeister (1853).

Em 1821 matriculou-se no Seminário da Boa Morte de Mariana, reaberto nesse ano (encontrava-se fechado desde 1811). No mesmo ano (em 21 de junho) foi finalizado o seu processo De genere et moribus, com aprovação no exame de canto eclesiástico para as ordens de diácono e presbítero, tendo sido ordenado diácono em junho e presbítero em maio. Em 1824 e 1825 recebeu para “acolitar” na Ordem Terceira de Nossa Senhora do Carmo de Vila Rica e desligou-se da atuação musical nessa Ordem Terceira, na qual havia atuado entre 1818-1823.
Em 7 de outubro de 1825 recebeu provisão do Bispo de Mariana (Dom Frei José da Santíssima Trindade) para ocupação do cargo de mestre de capela e organista da Catedral de Mariana, sucedendo José Felipe Correa Lisboa (sendo essa a única provisão conhecida que recebeu para o referido cargo). Nos anos de 1826 a 1831 assumiu também a direção das atividades musicais da Ordem Terceira de São Francisco de Mariana e das festas da Câmara de Mariana, de forma concomitante com o exercício do cargo de mestre de capela da Catedral de Mariana.

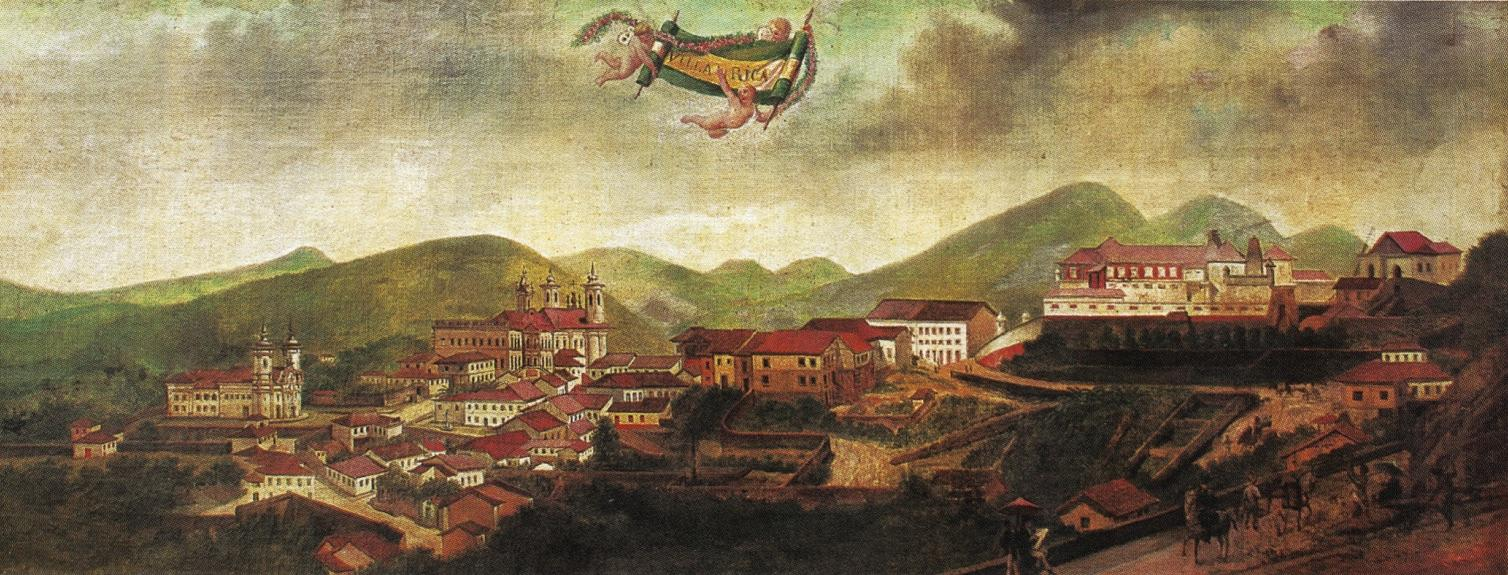
Vila Rica em 1820, quando João de Deus de Castro Lobo ainda residia na Rua dos Paulistas. Óleo sobre tela de Arnaud Julien Pallière (1774-1862). Museu da Inconfidência, Ouro Preto (MG).

Castro Lobo foi alvo de duas cartas de protesto no jornal Estrela Marianense, cerca de seis meses antes do seu falecimento, que ocorreu em 26 de janeiro de 1832, da moléstia “ética” (sífilis provavelmente seguida de tuberculose), tendo sido sepultado na Capela da Ordem Terceira de São Francisco de Mariana, em túmulo que ainda indica o seu nome. Foi sucedido na Catedral de Mariana em 27 de janeiro de 1832, por José Felipe Correa Lisboa no cargo de mestre de capela, e por Lucindo Pereira dos Passos (c.1782-1850) no cargo de organista, ambos nomeados no dia seguinte ao falecimento de João de Deus. Em 3 de fevereiro de 1832, Lucindo Pereira dos Passos pedia "que se cuidasse em providenciar a respeito do órgão desta Sé, a fim de que se evitasse o contágio da moléstia ética, de que tinha acabado de viver seu último proprietário o padre João de Deus Castro".

## Produção musical

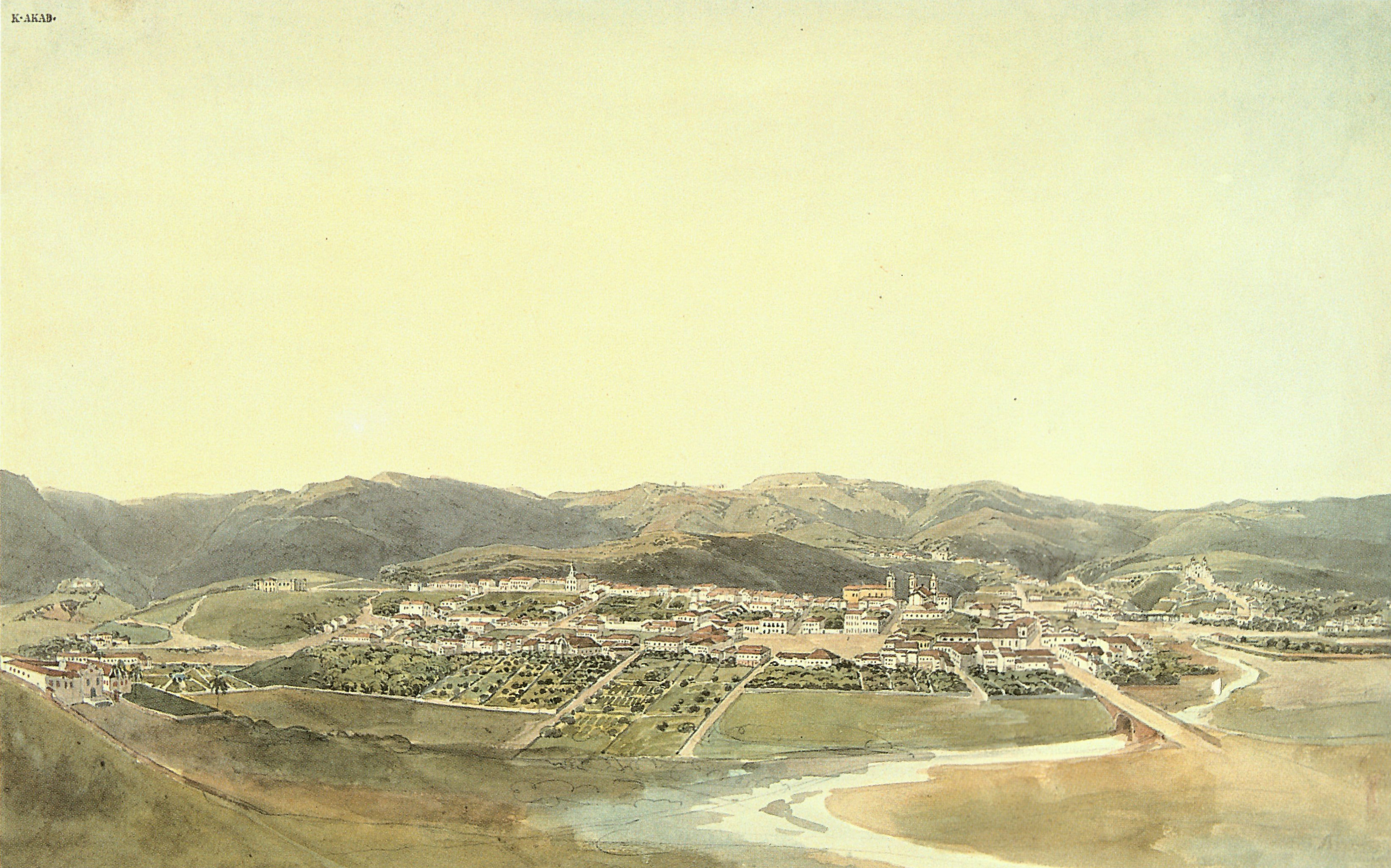
Mariana em 1817-1818, por Thomas Ender, cidade na qual João de Deus de Castro Lobo começou a se estabelecer em 1821.

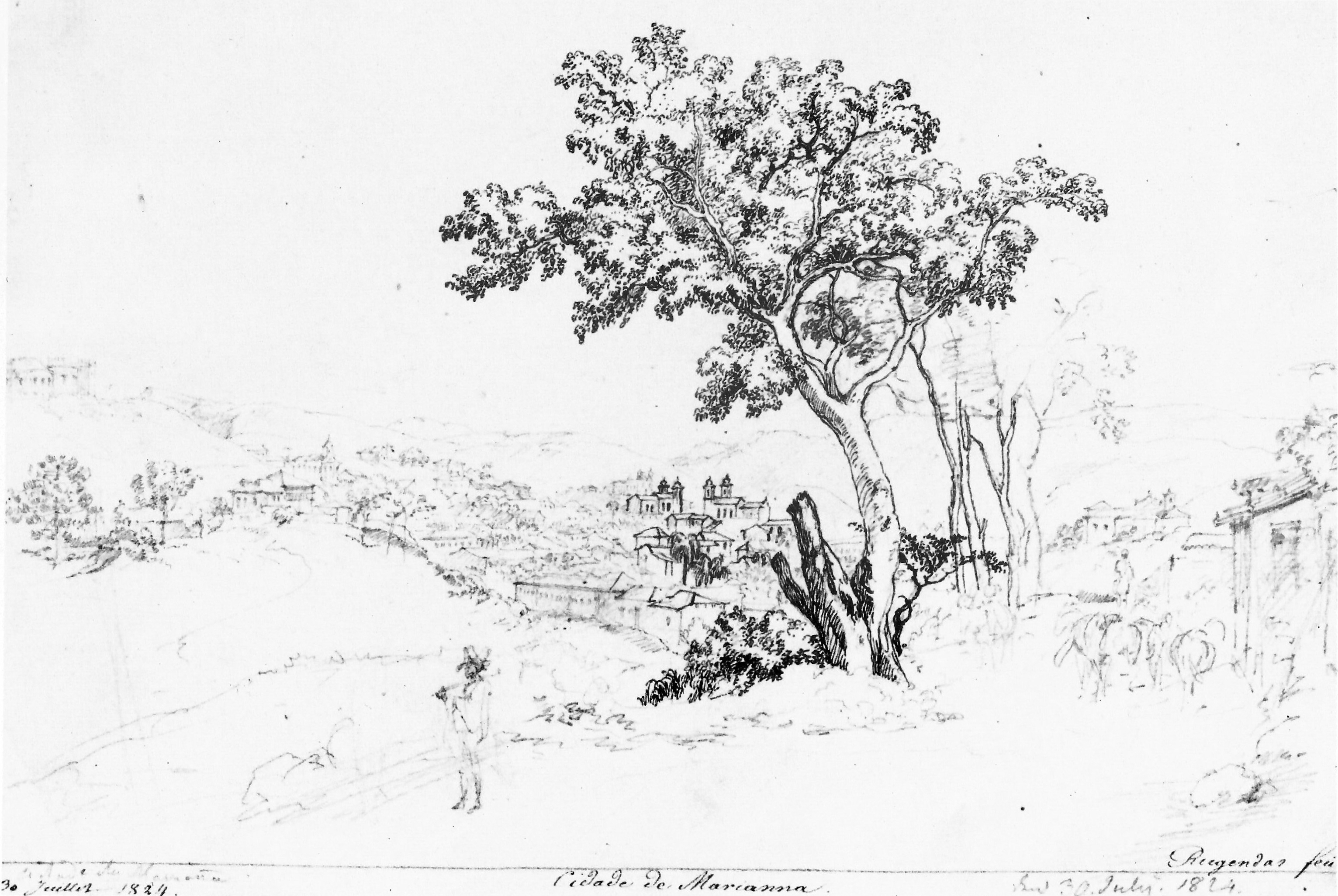
Mariana em 30 de julho 1824, por Johann Moritz Rugendas, quando João de Deus de Castro Lobo já estava residindo na cidade. Imagem tomada da estrada para o Seminário.

Sua produção musical é conhecida quase exclusivamente por cópias de tradição, elaboradas da década de 1820 à década de 1990 (uma vez que seus autógrafos foram aparentemente todos perdidos) e inclui Missas, Matinas (anuais, santorais e fúnebres), Novenas e unidades funcionais avulsas para diversas cerimônias litúrgicas e paralitúrgicas. Destacam-se a Missa a 8 vozes em Ré Maior (PR.1.1), a Missa a 4 vozes em Ré Maior (PR.1.2), o Credo em Fá Maior (PR.1.3), as Matinas de Natal (PR.3.1) e sua contrafação Matinas de Nossa Senhora da Conceição (PR.3.3), as Matinas do Espírito Santo (PR.3.2), as Matinas de São Vicente (PR.3.6), as Matinas Fúnebres ou Seis Responsórios Fúnebres (PR.4.1), o Te Deum laudamus (PS.5.1.01), todas sacras e para solistas, coro e orquestra, além de uma Abertura em Ré Maior para orquestra (PR.10.1), conforme o quadro de obras (abaixo).
Suas composições foram transmitidas de forma orgânica em localidades do Estado de Minas Gerais (principalmente nas cidades de Mariana, Ouro Preto e São João del-Rei), mas com alguma circulação também nos Estados de São Paulo e Rio de Janeiro, da década de 1820 até o início do século XX, entrando em lento declínio a partir da promulgação do Motu proprio Inter pastoralis officii sollicitudines, de Pio X (1903), que determinou a reforma da música sacra. Em 1975 e 1976, já na fase de revivalismo da música antiga, ocorreu a primeira edição de composições de João de Deus de Castro Lobo pela Funarte, na série “Música Sacra Mineira - século XVIII e século XIX" (posteriormente conhecida como Coleção Música Sacra Mineira) e em 22 de abril de 1979 foi realizado o primeiro concerto público externo às igrejas com uma de suas obras, a Missa a 8 vozes em Ré Maior (PR.1.1), na Sala Cecília Meireles (Rio de Janeiro). Somente em 1985 ocorreu a primeira gravação de uma composição de João de Deus de Castro Lobo (a mesma Missa a 8 vozes em Ré Maior - PR.1.1). Suas obras conhecidas vêm sendo progressivamente publicadas, gravadas e disponibilizadas na internet, e foram catalogadas em 2022, estando resumidas em quadro abaixo.

## Estilo

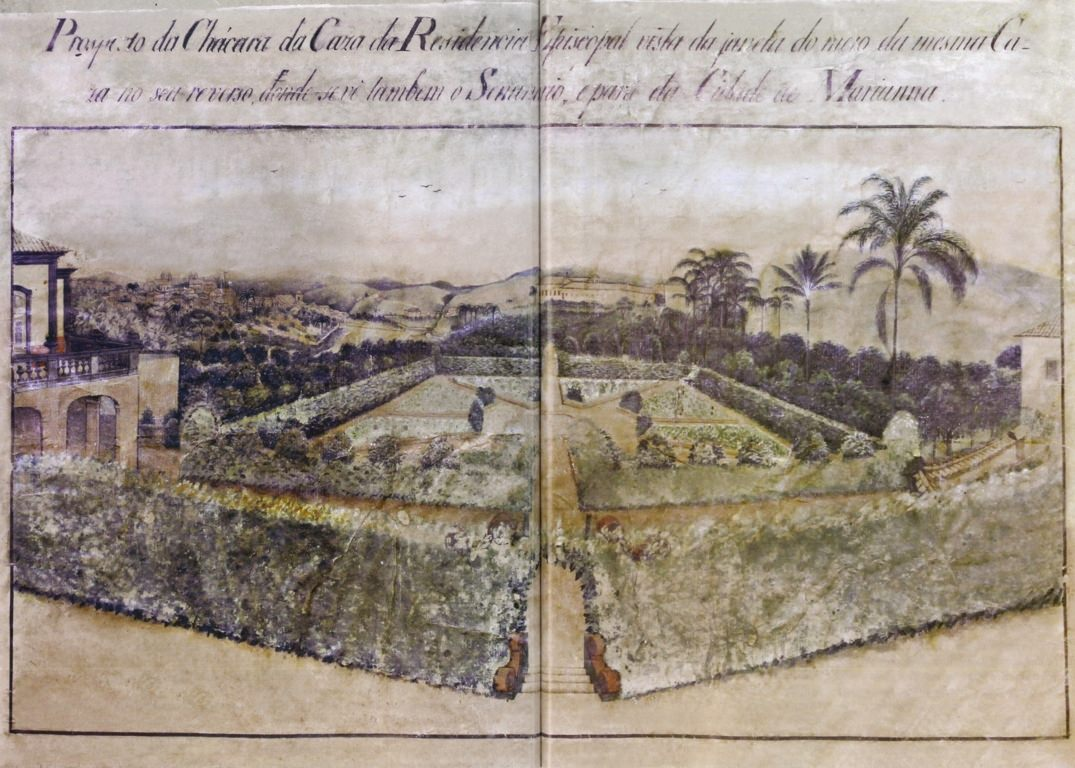
Chácara Episcopal (onde funcionava a Cúria Episcopal), jardins de Dom Cipriano de São José e cidade de Mariana, aquarela do Padre José Joaquim Viegas de Meneses, pintada entre 1801 e 1809.

Embora sejam escassas as análises do repertório sacro mineiro dos séculos XVIII e XIX, a posição de João de Deus de Castro Lobo nesse panorama já começou a ser compreendida, ainda que em poucos trabalhos. Maurício Dottori analisou a Ladainha em Sol Maior (PR.7.4.17) e observou que o tipo de tonalidade empregada por esse compositor (e mesmo por alguns dos seus contemporâneos) não pode ser totalmente entendida dentro do conceito europeu de classicismo, afastando-se das impressões superficiais que caracterizavam as tentativas de enquadramento automático da música de Castro Lobo na periodização da música europeia. Dottori argumenta que “João de Deus trata aqui a tonalidade pela sua negação, dando preferência a relações entre os tons que enfraquecem a tônica, na direção da subdominante, ou que ampliam pouco a tensão, como as modulações para o relativo menor”, concluindo que “Isto o diferencia fundamentalmente de todos os modelos pré-clássicos, clássicos ou pré-românticos que, supostamente, lhe serviram, pois que estes caminhavam na direção da música abstrata através da valorização das relações de dominante, enquanto à estética de João de Deus de Castro Lobo interessava, sobretudo, a independência do texto poético”.

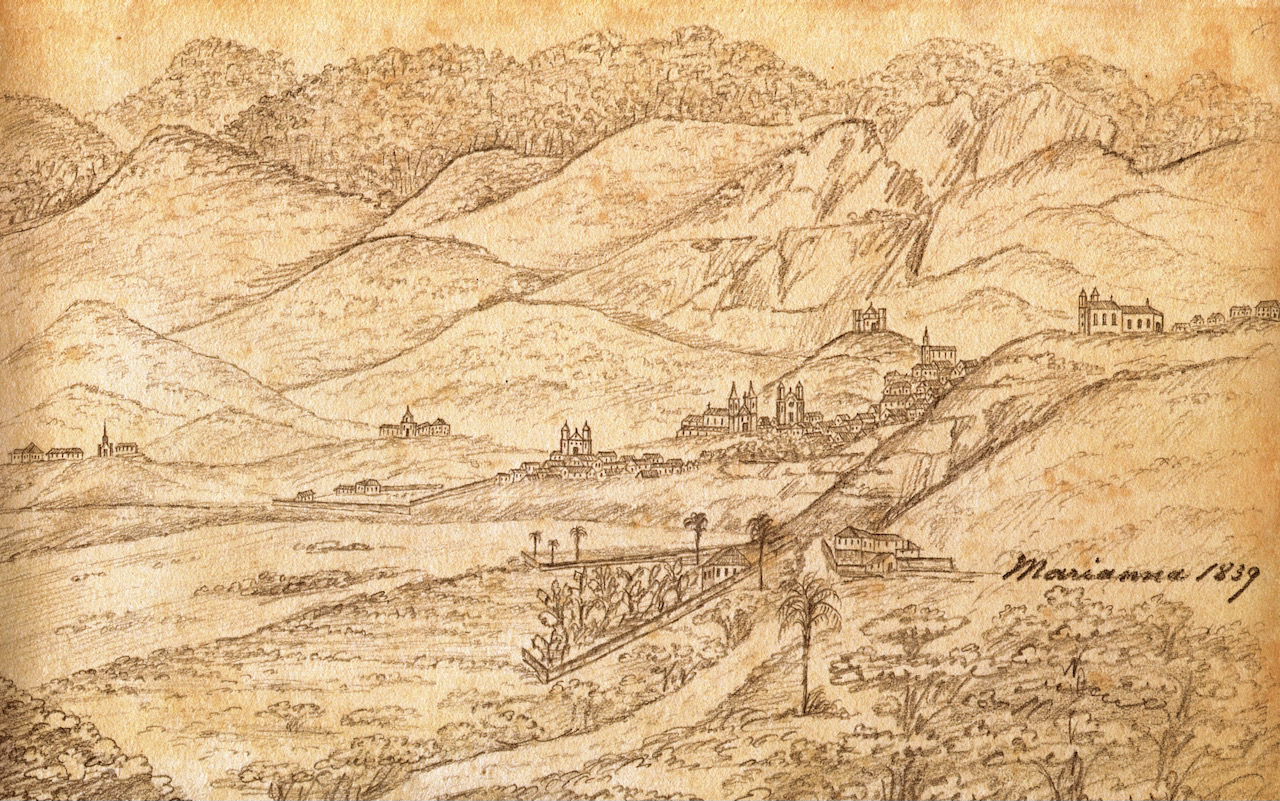
Mariana em 1839, por Ernst Hasenclever (1814-1869). Imagem tomada da estrada para a freguesia do Inficionado (atual distrito de Santa Rita Durão), hoje Rua Wenceslau Braz.

Outra importante análise da música de Castro Lobo foi realizada por Josinéia Godinho, que comparou suas duas Missas (PR.1.1 e PR.1.2) com Missas de Manoel Dias de Oliveira (1735-1813), José Joaquim Emerico Lobo de Mesquita (c. 1746-1805), Joaquim de Paula Souza (c. 1780-1842), José Maria Xavier (1819-1887) e Presciliano José da Silva (1854-1910). Godinho constatou que existe uma tendência cronológica de aumento da dimensão e da segmentação das obras até João de Deus de Castro Lobo e sua posterior diminuição nas Missas dos compositores cronologicamente posteriores, concluindo que, além de representar o ponto máximo da dimensão e segmentação, em Minas Gerais, as Missas de Castro Lobo representam o apogeu da complexidade técnica e da instrumentação orquestral. Para Godinho, “O crescimento da orquestra e da massa sonora acompanha, nas obras de Castro Lobo, o desenvolvimento internacional que levará às grandes missas sinfônicas nas quais a orquestra terá́ papel de destaque absoluto”, sendo notória, em João de Deus, a maior frequência de introduções instrumentais e de fugas (ainda que sem seguir os cânones europeus e abreviar bastante sua complexidade) e a escritura de solos vocais com o máximo grau de elaboração em toda a música mineira dos séculos XVIII e XIX, próxima aos solos vocais operísticos do período.

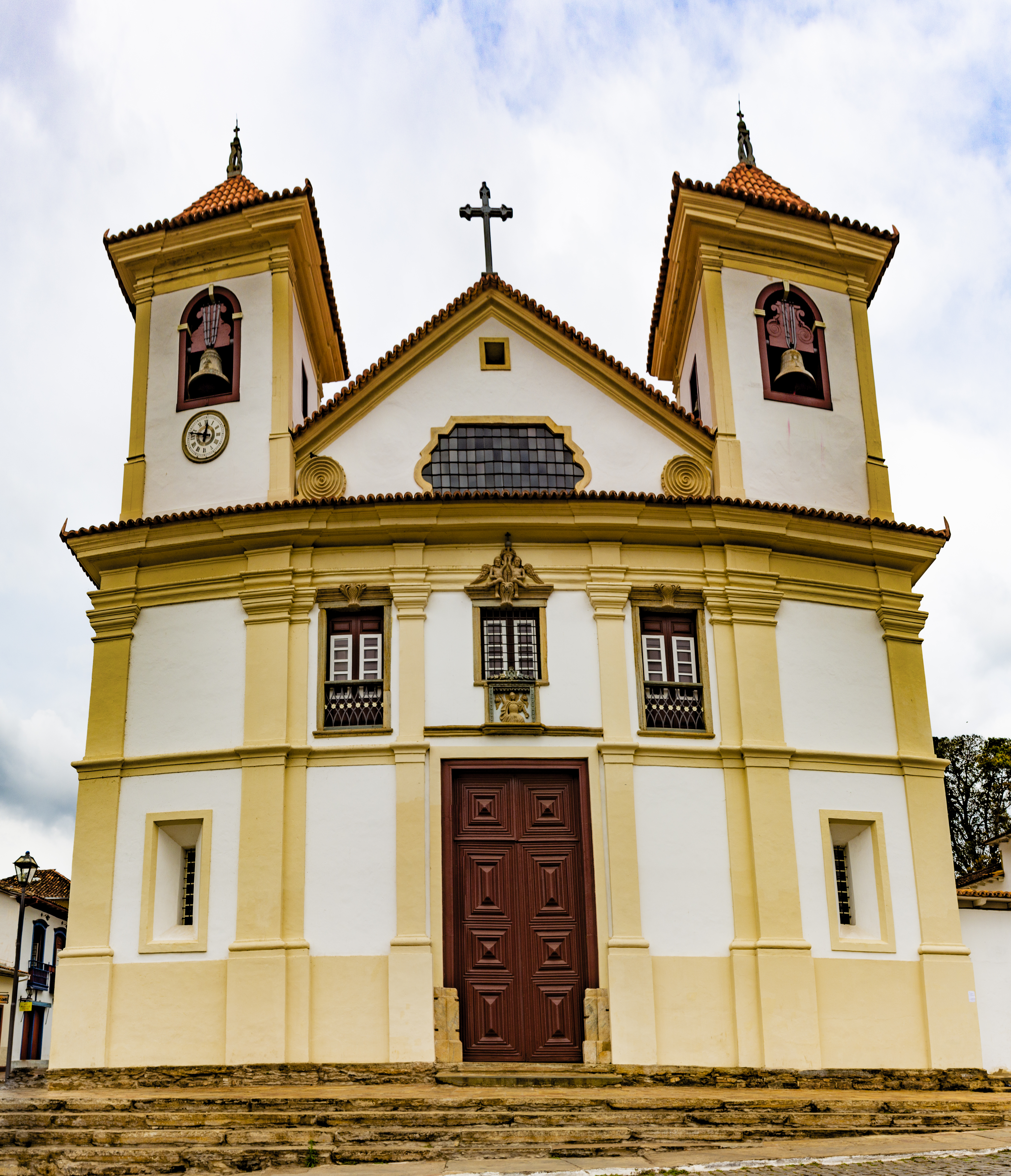
Catedral de Mariana, na qual João de Deus de Castro Lobo atuou como mestre de capela e organista, de 1825 ao seu falecimento em 1832.

Irineu Franco Perpétuo acrescenta que, “Pelo brilho e teatralidade, a produção de Castro Lobo se aproxima da do principal compositor do Rio de Janeiro daqueles tempos, o padre mulato José Maurício Nunes Garcia (1767-1830)”, observação importante, pois pode indicar José Maurício como um dos modelos estilísticos adotados por João de Deus e seus contemporâneos, como os dois Jerônimo de Sousa (Lobo e Queirós), provavelmente devido à posição oficial de Nunes Garcia como mestre de capela da Catedral do Rio de Janeiro desde 1798 e da Capela Real/Imperial da capital brasileira desde 1808.

## A transmissão das obras de João de Deus de Castro Lobo
Os autógrafos de João de Deus de Castro Lobo foram aparentemente todos perdidos, sendo as maiores hipóteses para as razões dessa perda a causa mortis do compositor (sífilis provavelmente seguida de tuberculose), e o consequente temor do seu contágio (evidenciado na solicitação de Lucindo Pereira dos Passos, na ata capitular de 3 de fevereiro de 1832, para a desinfecção do órgão que havia sido usado por Castro Lobo), mas também a extinção do cargo de mestre de capela da Catedral de Mariana, pela Lei Provincial Mineira n. 68, de 21 de março de 1837, que provavelmente acarretou menor cuidado com o arquivo musical dessa igreja. Afora o único manuscrito com alguma possibilidade de ser reconhecido como autógrafo, o manuscrito CDO.01.100, C01 do Museu da Música de Mariana (ver imagem abaixo), as possíveis composições remanescentes de João de Deus chegaram ao presente por cópias de tradição, elaboradas da década de 1820 ao início do século XX.

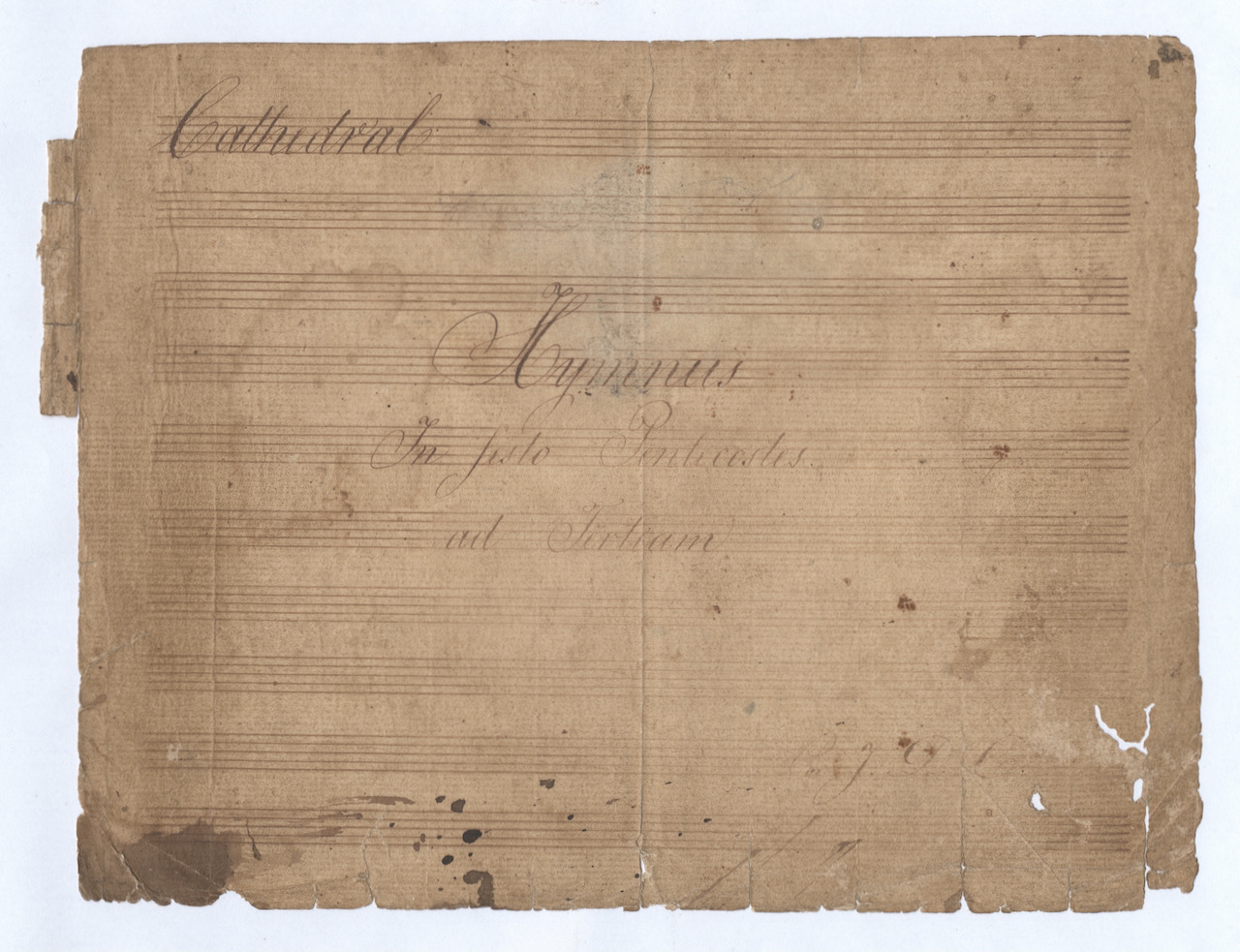
Página de rosto das Matinas do Espírito Santo (PR.3.2) de João de Deus de Castro Lobo (1794-1832), em possível autógrafo (não confirmado). Museu da Música de Mariana (MG), CDO.01.100, C01.

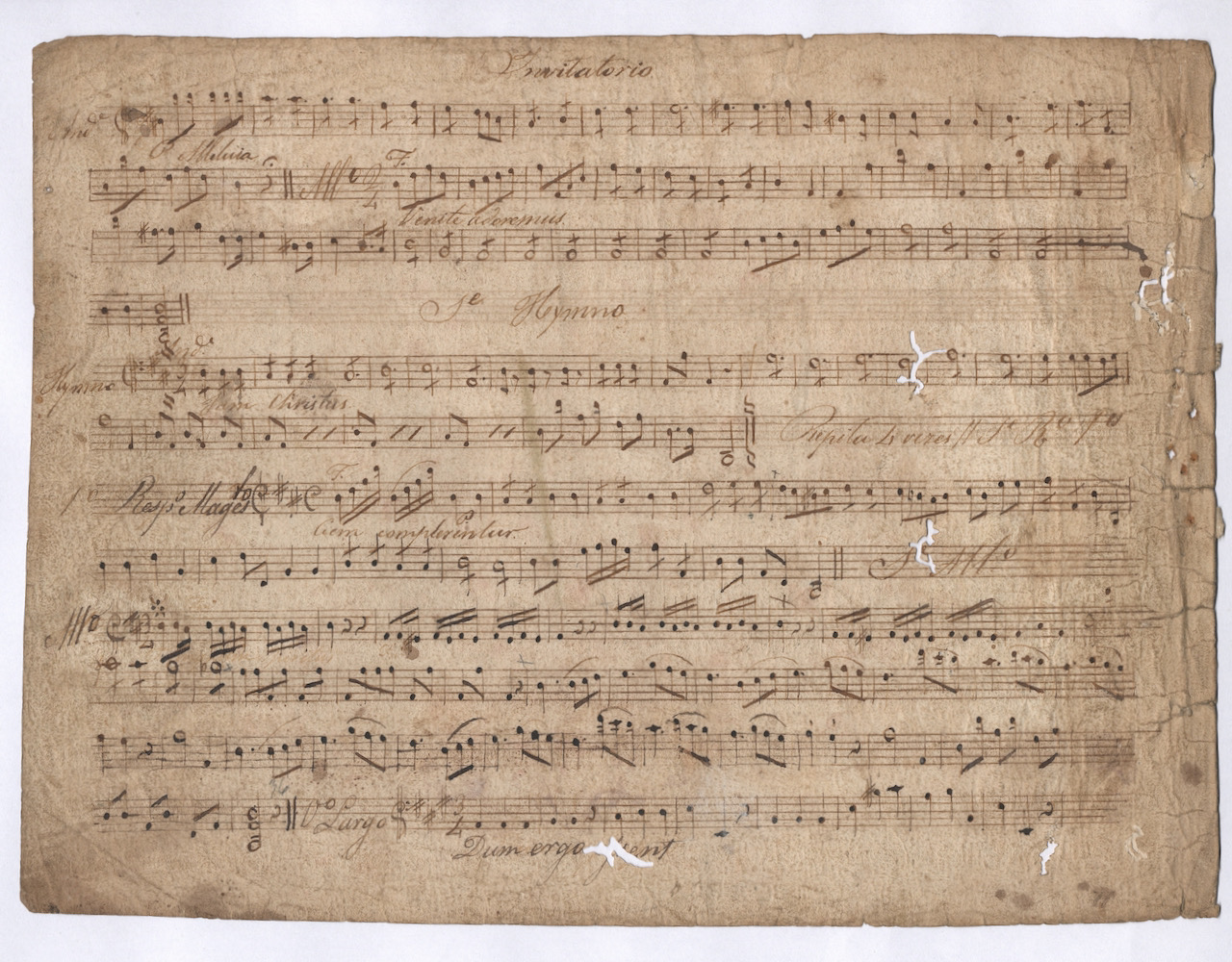
Baixo instrumental das Matinas do Espírito Santo (PR.3.2) de João de Deus de Castro Lobo (1794-1832), em provável cópia de José Felipe Correa Lisboa. Museu da Música de Mariana (MG).

Os músicos mais prolixos na cópia de obras de João de Deus de Castro Lobo foram Justino da Conceição (que viveu em Ouro Preto e Belo Horizonte e floresceu entre 1899 e 1942), com 31 cópias, e Vicente Ferreira do Espírito Santo (que viveu em Ouro Preto entre 1847 e 1911), com 23 cópias. Outros músicos com número significativo de cópias de obras de João de Deus viveram predominantemente na região de Ouro Preto e Mariana, com um grupo minoritário nas localidades de Barra Longa, Piranga e Pinheiros Altos.
As localidades mais frequentes das cópias de obras de João de Deus de Castro Lobo são da Mesorregião Metropolitana de Belo Horizonte, com um total de 130 das cerca de 950 cópias conhecidas, sendo 12 delas quase totalmente correspondentes à origem das coleções pesquisadas: Ouro Preto (59 cópias), Piranga (29 cópias), São João del-Rei (23 cópias), Itapecerica (23 cópias), Belo Horizonte (21 cópias), Cachoeira do Campo (20 cópias), Mariana (20 cópias), Diamantina (9 cópias), São Gonçalo do Rio Preto (9 cópias), Barra Longa (6 cópias), Campinas (6 cópias), Pinheiro (6 cópias) e Viçosa (5 cópias). Predominam, portanto, cópias realizadas em localidades da Mesorregião Metropolitana de Belo Horizonte (especialmente Mariana, Ouro Preto, Cachoeira do Campo e Belo Horizonte), com a difusão de suas possíveis obras em 58 localidades (53 no Estado de Minas Gerais e três no Estado de São Paulo), destacando-se, fora da Mesorregião Metropolitana de Belo Horizonte, as localidades de Piranga (29 cópias), São João del-Rei (23 cópias), Itapecerica (23 cópias), Diamantina (9 cópias), São Gonçalo do Rio Preto (9 cópias), Barra Longa (6 cópias), Campinas (6 cópias), Pinheiro (6 cópias) e Viçosa (5 cópias).
Quanto aos acervos nos quais mais foram localizadas obras de João de Deus de Castro Lobo, em Minas Gerais, os cinco principais  foram o Museu da Música da Arquidiocese de Mariana, a Seção de Música do Arquivo Eclesiástico da Arquidiocese de Diamantina, o Museu da Inconfidência (Ouro Preto), a Orquestra Lira Sanjoanense (São João del-Rei) e a Orquestra Ribeiro Bastos (São João del-Rei). Outros acervos de médio porte apresentaram número expressivo de ocorrências, como o Centro de Documentação Musical de Viçosa, a Escola de Música da Universidade Estadual de Minas Gerais (Belo Horizonte), a Casa de Cultura de Santa Luzia e o Instituto de Ciências Humanas e Sociais da Universidade Federal de Ouro Preto (Mariana). Igualmente importantes foram os arquivos da Banda Euterpe Cachoeirense (Cachoeira do Campo, Ouro Preto), da Corporação Musical Santa Cecília (Carandaí), da Corporação Musical Santa Cecília (Piranga), da Corporação Musical Santa Cecília e da Corporação Musical Nossa Senhora das Dores (ambas de Itapecerica), da Banda Municipal de Nazareno, da Sociedade Musical Euterpe Itabirana (Itabira), da Sociedade Musical Santa Cecília (Sabará), do Centro Musical Heitor Combat (Cássia) e do Museu Carlos Gomes do Centro de Ciências, Letras e Artes de Campinas, o mais expressivo arquivo com obras de Castro Lobo fora de Minas Gerais.

## Relação com João de Deus Couto

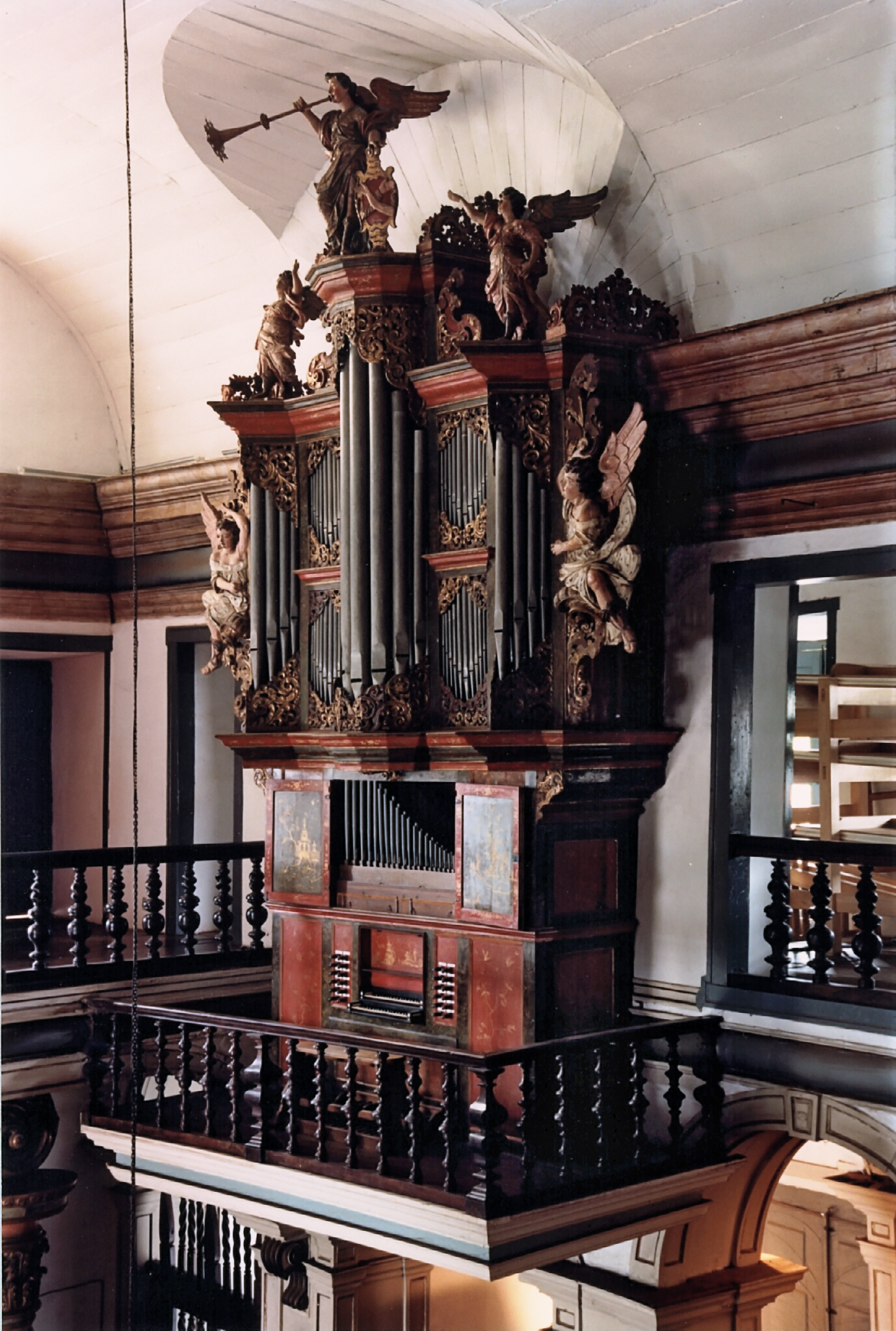
Órgão da Catedral de Mariana, tocado por João de Deus de Castro Lobo no cargo de mestre de capela e organista, de 1825 ao seu falecimento em 1832, e pelos demais organistas dessa igreja, até o início do século XX.

Muitas das obras consignadas a João de Deus de Castro Lobo também são encontradas, em dezenas de cópias mineiras da segunda metade do século XIX, com indicação de autoria de João de Deus Couto, que foi escrivão no Distrito de Santo Antônio da então Freguesia de Itaverava do município de Queluz (atual Conselheiro Lafaiete - MG), conforme o Almanak administrativo, civil e industrial da Província de Minas Gerais para o ano de 1864, além de copista musical ao redor da década de 1850. Possivelmente tenha sido parente do músico Francisco de Salles Couto (c.1800-c.1865) e copiado obras de Castro Lobo, entre outros compositores, o que fez copistas posteriores confundirem esses nomes e declararem como obras de João de Deus Couto composições na verdade de João de Deus de Castro Lobo. Essa constatação faz com que obras com indicação de autoria de João de Deus Couto, em manuscritos mineiros do século XIX, sejam a princípio consideradas possíveis composições de João de Deus de Castro Lobo.
Também existem, nos manuscritos musicais mineiros, algumas indicações de autoria de João de Deus de Castro Lobo conflitantes com indicações de autoria de Francisco de Sales Couto e Jerônimo de Sousa, talvez com significado próximo ao da confusão com João de Deus Couto.

## Edição das obras
Tendo em vista a inexistência de autógrafos e a raridade das cópias elaboradas no seu período de vida, a edição das obras de João de Deus de Castro Lobo vem sendo feita a partir das cópias de tradição, o que requer o estabelecimento das versões mais próximas do compositor a partir da análise e seleção das fontes e da edição crítica do seu conteúdo. Nem todas as obras apresentam-se com as partes vocais e instrumentais completas por um mesmo copista em um mesmo acervo, o que torna necessária a utilização de fontes copiadas em períodos e localidades geográficas distintas, localizadas em acervos de várias cidades. Mesmo assim, Castro Lobo é um dos compositores mineiros cujas obras vêm sendo mais intensamente editadas, disponibilizadas online, gravadas e difundidas, em projetos como Ouro de Minas, História da Música Brasileira, Acervo da Música Brasileira, Patrimônio Arquivístico-Musical Mineiro e Musica Brasilis.

## Catálogo de obras

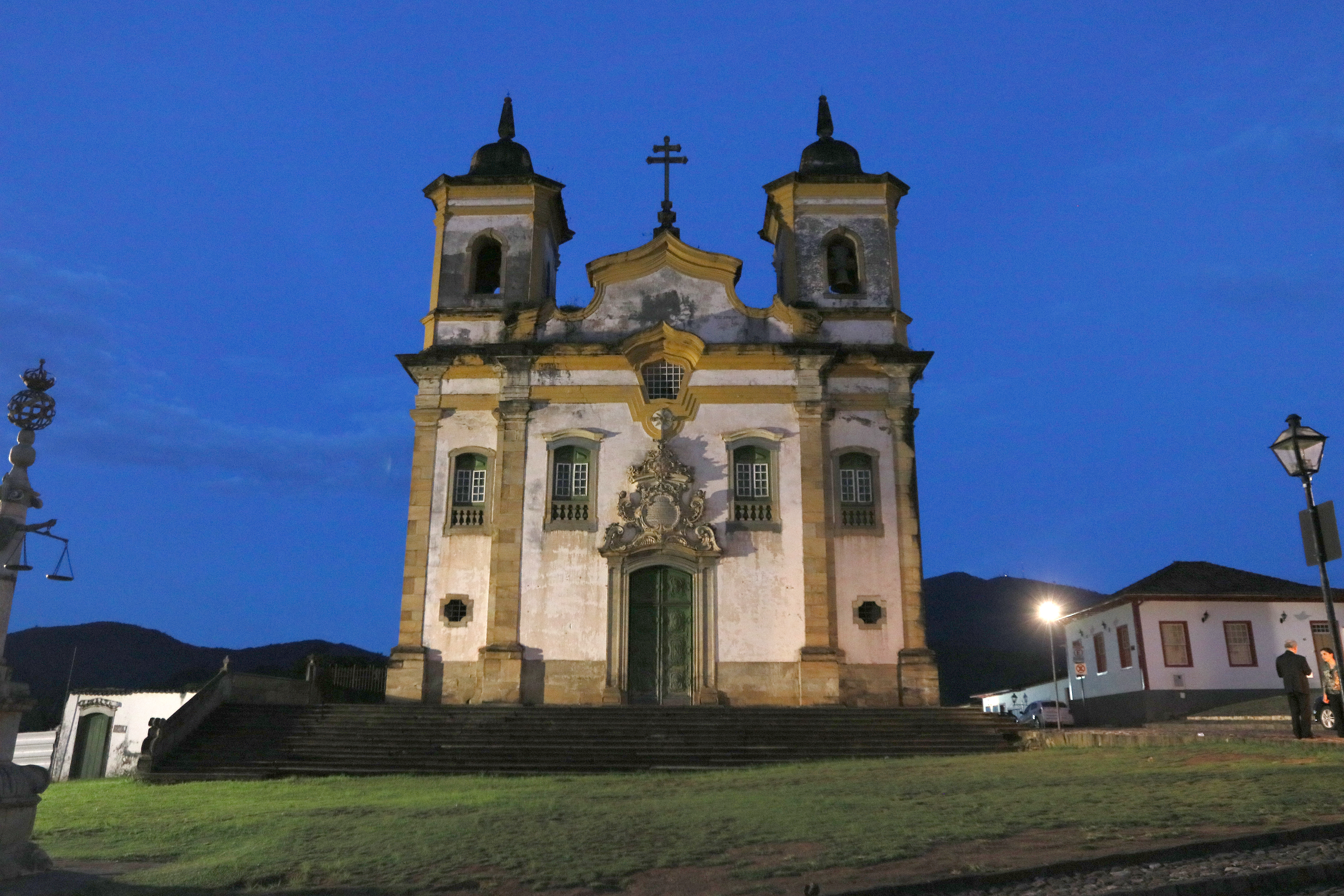
Capela da Ordem Terceira de São Francisco de Assis de Mariana, cuja atividade musical foi dirigida por João de Deus de Castro Lobo de 1826 a 1831.

O Catálogo crítico e temático das possíveis composições remanescentes de João de Deus de Castro Lobo (2022), por Paulo Castagna, não teve o propósito e nem a possibilidade de relacionar as obras seguramente compostas por Castro Lobo devido à escassez de documentos probatórios (especialmente de autógrafos, aparentemente todos perdidos), procurando estabelecer, inicialmente, as possíveis composições remanescentes desse autor, classificando-as em diferentes níveis de possibilidade de autoria de Castro Lobo, a saber: 26 obras de autoria provável (PR), 5 obras de autoria possível (PS), 7 obras de autoria duvidosa (DV), 14 obras de autoria improvável (IM), duas obras resultantes de contrafação post-mortem (CP) e uma obra resultante de permutação post-mortem (PP), conforme o quadro abaixo. Além disso, a numeração das obras levou em consideração que parte delas corresponde a unidades cerimoniais (dois dígitos após a sigla de nível de autoria), como Missas, Matinas e Novenas, e parte a unidades funcionais (três dígitos após a sigla de nível de autoria), como antífonas, motetos, graduais, ofertórios, hinos e outros, considerando-se que várias delas estão relacionadas pelos processos de permutação, contrafação e adaptação.
| Nível de autoria e número                                                        | Incipit latino                                                                                            | Função |
| Obras de autoria provável de João de Deus de Castro Lobo                         | | |
| PR.1.1                                                                           | Kyrie, eleison                                                                                            | Kyrie, Gloria, Credo, Sanctus, Benedictus e Agnus Dei do Ordinário da Missa Festiva; Missa I e Credo I a 8 vozes em Ré Maior; Missa a dois coros (partitura)                               |
| PR.1.2                                                                           | Kyrie, eleison                                                                                            | Kyrie e Gloria do Ordinário da Missa Festiva; Missa II a 4 vozes em Ré Maior |
| PR.1.3                                                                           | [Credo in unum Deum] Patrem omnipotentem                                                                  | Credo, Sanctus, Benedictus e Agnus Dei do Ordinário da Missa Festiva; Credo II a 4 vozes em Fá Maior (partitura)                                                                           |
| PR.2.2.01                                                                        | Beata es, Virgo Maria, quæ omnium                                                                         | Ofertório da Missa das Festas de Nossa Senhora |
| PR.2.3.01                                                                        | [Os justi meditabitur sapientiam...] Franciscus pauper                                                    | Gradual da Missa de São Francisco de Assis |
| PR.3.1                                                                           | Christus natus est                                                                                        | Invitatório, Hino e Responsórios I a VIII das Matinas do Natal (partitura 1; partitura 2)                                                                                                  |
| PR.3.2                                                                           | Alleluia Spiritus Domini                                                                                  | Invitatório, Hino, Responsórios I e II das Matinas do Espírito Santo (Pentecostes) (partitura)                                                                                             |
| PR.3.3                                                                           | Conceptionem Virginis Mariæ                                                                               | Invitatório, Hino e Responsórios I a VIII das Matinas de Nossa Senhora da Conceição I |
| PR.3.6                                                                           | Evangelizantem pauperibus                                                                                 | Invitatório e Responsórios I a VIII das Matinas de São Vicente de Paulo (partitura) |
| PR.3.8.05                                                                        | [Veni creator Spiritus] Qui diceris Paraclitus I                                                          | Hino (alternado) da Terça (e das Vésperas) do Pentecostes |
| PR.4.1                                                                           | Credo quod Redemptor                                                                                      | Responsórios I a VI das Matinas de Defuntos; Seis Responsórios Fúnebres (partitura) |
| PR.5.4.01                                                                        | Ecce Sacerdos Magnus                                                                                      | Antífona para a Procissão de Entrada da Missa Solene Pontifical, ou Gradual da Missa dos Santos Confessores Pontífices ou Capítulo das Vésperas do Comum dos Santos Confessores Pontífices |
| PR.6.3.01                                                                        | Plorans ploravit                                                                                          | Antífona ou Moteto I de Nossa Senhora das Dores,para o Setenário das Dores de Nossa Senhora (partitura 1; partitura 2)                                                                     |
| PR.6.3.02                                                                        | Doleo super Te                                                                                            | Responsório, Antífona ou Moteto II de Nossa Senhora das Dores, para o Setenário das Dores de Nossa Senhora (partitura)                                                                     |
| PR.6.3.04                                                                        | Vidit suum dulcem natum                                                                                   | Antífona ou Moteto IV de Nossa Senhora das Dores, para o Setenário das Dores de Nossa Senhora                                                                                              |
| PR.6.3.06                                                                        | Dolorosa et lacrimabilis es                                                                               | Antífona ou Moteto VI de Nossa Senhora das Dores, para o Setenário das Dores de Nossa Senhora                                                                                              |
| PR.7.3                                                                           | [Deus, in adjutorium...] Domine, ad adjuvandum                                                            | Novena de São Francisco de Assis |
| PR.7.4.01-02                                                                     | [Deus, in adjutorium...] Domine, ad adjuvandum I e Veni, Sancte Spiritus I                                | Invocação I e Antífona de Invocação I do Espírito Santo, para Novenas, e das Novenas de Nossa Senhora da Conceição e de São Francisco de Assis                                             |
| PR.7.4.03-04                                                                     | [Deus, in adjutorium...] Domine, ad adjuvandum II e Veni, Sancte Spiritus II                              | Invocação II e Antífona de Invocação II do Espírito Santo, para Novenas |
| PR.7.4.07                                                                        | [Ave maris stella] sumens illud                                                                           | Hino (alternado) das Vésperas e da Novena de Nossa Senhora da Conceição |
| PR.7.4.10                                                                        | Tota pulchra es, Maria                                                                                    | Antífona da Novena de Nossa Senhora da Conceição (partitura) |
| PR.7.4.14                                                                        | Salve, Sancte Pater I                                                                                     | Antífona da Novena de São Francisco de Assis (partitura) |
| PR.7.4.15                                                                        | Dignare me                                                                                                | Antífona V da Novena de São Francisco de Assis |
| PR.7.4.16                                                                        | Kyrie, eleison                                                                                            | Ladainha de Nossa Senhora I em Mi bemol Maior |
| PR.7.4.17                                                                        | Kyrie, eleison                                                                                            | Ladainha de Nossa Senhora II em Sol Maior; “Ladainha de Ouro Preto” |
| PR.10.1                                                                          | Abertura ou Sinfonia                                                                                      | Orquestral, em Ré Maior (partitura 1; partitura 2) |
| Obras de autoria possível de João de Deus de Castro Lobo                         | | |
| PS.5.1.01                                                                        | Te Deum laudamus                                                                                          | Hino de Ação de Graças; Te Deum alternado, em Dó Maior (partitura) |
| PS.5.3.01                                                                        | Ave Regina Cælorum                                                                                        | Antífona de Nossa Senhora, das Completas da Purificação até Quinta-feira Santa |
| PS.5.3.02                                                                        | Salve Regina                                                                                              | Antífona de Nossa Senhora, das Completas do Domingo da Trindade até a véspera do primeiro domingo do Advento (partitura)                                                                   |
| PS.6.3.03                                                                        | Cui comparabo Te                                                                                          | Antífona ou Moteto III de Nossa Senhora das Dores, para o Setenário das Dores de Nossa Senhora                                                                                             |
| PS.6.3.07                                                                        | Stabat mater                                                                                              | Versículos 1-4 e 9-10 do Hino das Vésperas das Sete Dores de Nossa Senhora, para o Setenário das Dores de Nossa Senhora                                                                    |
| Obras de autoria duvidosa de João de Deus de Castro Lobo                         | | |
| DV.3.7                                                                           | Cantantibus organis                                                                                       | Responsórios I a VIII das Matinas de Santa Cecília |
| DV.6.3.05                                                                        | Dolores gloriosæ                                                                                          | Antífona ou Moteto V de Nossa Senhora das Dores, para o Setenário das Dores de Nossa Senhora                                                                                               |
| DV.7.2                                                                           | In Honorem                                                                                                | Novena de Nossa Senhora do Carmo |
| DV.7.4.08                                                                        | [Iste confessor Domini] II                                                                                | Hino da Novena de São Francisco de Paula |
| DV.7.4.09                                                                        | Si quæris miracula                                                                                        | Responsório da Novena de São Francisco de Paula |
| DV.7.4.11                                                                        | O lingua benedicta                                                                                        | Antífona da Novena de Santo Antônio de Pádua |
| DV.8.1.01                                                                        | Veni creator Spiritus II                                                                                  | Hino ao Pregador |
| Obras de autoria improvável de João de Deus de Castro Lobo                       | | |
| IM.2.1.01                                                                        | Christus factus est... autem crucis                                                                       | Gradual da Missa de Quinta-feira Santa ou Antífona final das Laudes de Sexta-feira Santa                                                                                                   |
| IM.3.8.01-02                                                                     | Deus meus, eripe me; In Monte Oliveti                                                                     | Antífona III e Responsório I das Matinas de Quinta-feira Santa |
| IM.3.8.03-04                                                                     | Ex Tractatu Sancti Augustini... Accedet homo; De Epistola Beati Pauli... Christus assistens Pontifex      | Lições IV e VII das Matinas do Sábado Santo |
| IM.3.8.06                                                                        | Magnificat                                                                                                | Cântico de Nossa Senhora para Vésperas; Magnificat (alternado) em Lá Maior |
| IM.3.8.07                                                                        | Ornatam monilibus... Et videntes                                                                          | Responsório VI das Matinas Comuns de Nossa Senhora do Tempo Pascal e de Nossa Senhora do Carmo                                                                                             |
| IM.4.2                                                                           | Subvenite sancte Dei                                                                                      | Funeral e Encomendação Litúrgica de Adultos |
| IM.5.2.01                                                                        | Ego sum panis vivus                                                                                       | Funções litúrgicas diversas |
| IM.5.2.02                                                                        | O sacrum convivium                                                                                        | Antífona do Santíssimo Sacramento |
| IM.5.2.03                                                                        | Tantum ergo                                                                                               | Estrofes 5-6 do Hino Pange lingua para Exposição do Santíssimo Sacramento |
| IM.6.1                                                                           | Tristis est anima mea; Domine Jesu I; Bajulans I; Filiæ Jerusalem I; Bajulans II                          | Motetos para a Procissão dos Passos da Quaresma I |
| IM.6.2                                                                           | Bajulans III; Domine Jesu II; Exeamus; O vos omnes; Jesus clamans; Filiæ Jerusalem II; Pater mi; Miserere | Motetos para a Procissão dos Passos da Quaresma II e Versículos do Salmo 50, para as cerimônias paralitúrgicas da Quaresma                                                                 |
| IM.7.4.05-06                                                                     | [Deus, in adjutorium...] Domine, ad adjuvandum III e Veni, Sancte Spiritus III                            | Invocação III e Antífona de Invocação III do Espírito Santo, para Novenas |
| IM.7.4.12                                                                        | Anna parens I                                                                                             | Antífona da Novena de Santa Ana |
| IM.7.4.13                                                                        | Anna parens II                                                                                            | Antífona da Novena de Santa Ana |
| Contrafacta post-mortem de obras de autoria provável João de Deus de Castro Lobo | | |
| CP.3.4                                                                           | Immaculatam conceptionem Virginis Mariæ                                                                   | Invitatório e Responsórios I a VIII das Matinas de Nossa Senhora da Imaculada Conceição II                                                                                                 |
| CP.3.5                                                                           | Immaculatam conceptionem Virginis Mariæ                                                                   | Invitatório e Responsórios I a VIII das Matinas de Nossa Senhora da Imaculada Conceição III                                                                                                |
| Permutação post-mortem de obras de autoria provável João de Deus de Castro Lobo  | | |
| PP.7.1                                                                           | [Deus, in adjutorium...] Domine, ad adjuvandum                                                            | Novena de Nossa Senhora da Imaculada Conceição |

## Contrafações, permutações e adaptações

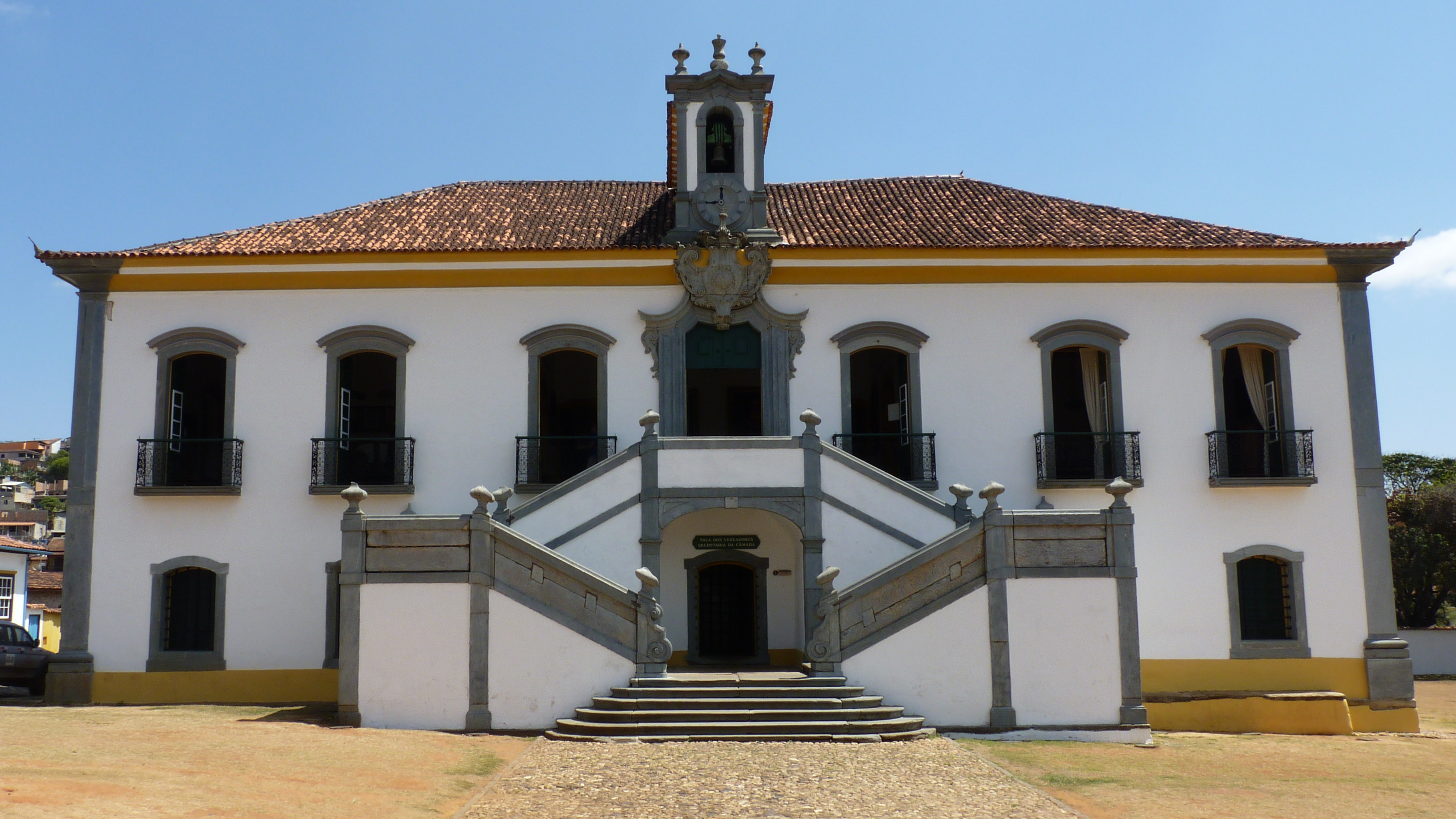
Casa da Câmara de Mariana, cuja música foi dirigida por João de Deus de Castro Lobo de 1826 ao seu falecimento em 1832.

Várias das possíveis composições remanescentes de João de Deus de Castro Lobo, em algum dos níveis de possiblidade de autoria detectados, estão relacionadas pelos processos de permutação (o compartilhamento, entre duas ou mais obras, das mesmas unidades funcionais), contrafação (mesma música, mas com texto diferente) e adaptação (mesma estrutura musical, mas com alteração na textura).
Os casos mais expressivos de contrafação são entre as Matinas do Natal (PR.3.1) e as Matinas da Conceição I (PR.3.3), sem que se saiba qual delas serviu de modelo e qual foi resultado desse processo, e entre as Matinas de São Vicente de Paulo (PR.3.6) e as Matinas da Imaculada Conceição II (PR.3.4) e as Matinas da Imaculada Conceição III (PR.3.5), sabendo-se, neste caso, que as Matinas de São Vicente de Paulo serviram de modelo para as demais.
Os principais casos de permutação são o das unidades funcionais reunidas, após o falecimento do autor, na Novena de Nossa Senhora da Imaculada Conceição (PP.7.1), unidades que também circularam em inúmeras cópias exclusivas. A adaptação existe em um único caso, o do Hino das Matinas de Pentecostes (PR.3.8.05), cuja música é semelhante à do Hino da Terça do Pentecostes (PR.3.2.02), sendo também difícil determinar qual das obras serviu de modelo e qual delas foi o resultado da adaptação.